# Mercado de Poydras
El Mercado de Poydras  (en inglés: Poydras Market) también conocido como el Mercado de la calle Poydras, era un área de mercado en Nueva Orleans, Luisiana, Estados Unidos. Estaba situado en la calle Poydras, frente al restaurante Maylie. La zona era frecuentada por familias prominentes de la zona, quienes lo mantenían muy ocupado. El 6 de febrero de 1897, doce de estas familias presentaron una petición ante el Comité de Orden Público para oponerse a la anexión de calles Poydras y Lafayette en los límites de la ciudad de Nueva Orleans. Argumentaron que las calles eran las "avenidas del Mercado Poydras por el cual todas las familias que residen en la parte de atrás de la ciudad pueden ir a pie para hacer su mercado diario y otras compras". 
La antigua zona del mercado de Poydras es ahora parte del distrito central de negocios de Nueva Orleans.